# Lilltjärnen (Hallens socken, Jämtland, 700936-139836)
Lilltjärnen är en sjö i Åre kommun i Jämtland och ingår i Indalsälvens huvudavrinningsområde.